# Euryopis sagittata
Euryopis sagittata är en spindelart som först beskrevs av O. Pickard-Cambridge 1885.  Euryopis sagittata ingår i släktet Euryopis och familjen klotspindlar. Inga underarter finns listade i Catalogue of Life.